# L'arcangelo (film)

Incipit del film

Il barbone (Carlo Pisacane) in una scena del film

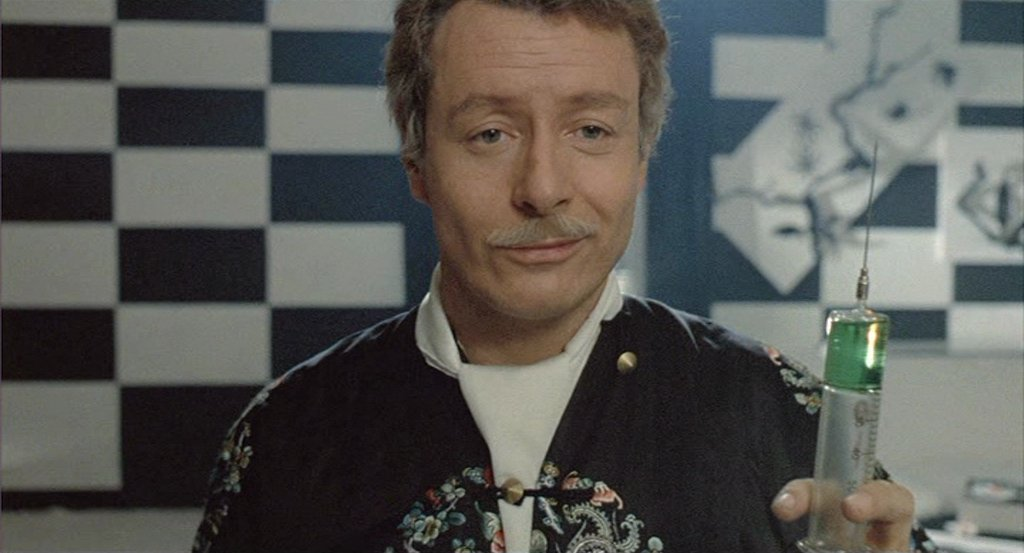
Il professor Crescenzi (Jacob Stanislave) in una scena del film

L'arcangelo è un film commedia italiano del 1969 diretto da Giorgio Capitani e interpretato da Vittorio Gassman, Pamela Tiffin, Adolfo Celi e Irina Demick.

## Trama
Furio Bertuccia, avvocato corruttibile che difende cause perse, viene assunto dall'affascinante modella Gloria Bianchi per difenderla dal presunto omicidio dell'amante. Ma ogni rivelazione di presunte verità su un delitto mai commesso, si rivela un piano per condurre l'avvocato alla villa del vero amante della modella, l'industriale Marco Tarocchi Roda dal quale viene assunto.
Intrappolato in una rete di inganni costruita da Gloria e dalla moglie dell'industriale, l'avvocato Bertuccia finisce per venire accusato del vero omicidio del Tarocchi Roda.

## Produzione
Il film doveva essere girato inizialmente da Luigi Comencini e raccontare la storia di un arcangelo sceso sulla Terra per fare giustizia in diverse faccende. In seguito questo progetto saltò. Il film però era già stato venduto alla 20th Century Fox con il titolo L'arcangelo, e doveva essere recitato in inglese, intervennero così Adriano Baracco, Giorgio Capitani, Renato Castellani e Steno che scrissero una nuova storia completamente diversa, mantenendo inalterato il titolo, giustificandolo nella persona dell'avvocato Bertuccia che, come un arcangelo, difende i suoi clienti.

## Distribuzione
Il film viene distribuito in Germania Ovest il 12 ottobre 1969 con il titolo Der Erzengel; in Brasile come O Arcanjo; in Spagna come El candoroso picapleitos; in Grecia come O arhangelos; titolo internazionale invece è The Archangel.
Il film è uscito in formato DVD, nel 2013, per la Cecchi Gori Home Video, nella collana "CineKult" curata da Nocturno.

## Critica
Il film è stato inizialmente stroncato dalla critica, per venire rivalutato in seguito.
(Pietro Bianchi, Il Giorno, Milano, 25 aprile 1969)
(Domenico Meccoli, Epoca, Milano, 4 maggio 1969)
(Paolo Valmarana, Il Popolo, Roma, 26 aprile 1969)

## Colonna sonora
La colonna sonora, composta da Piero Umiliani è stata distribuita in CD nel 1997 dalla Avanz Records giapponese con numero di catalogo SP/CR-20016. Questa versione contiene 22 tracce. Una successiva edizione, sempre giapponese, della Verita Note, con numero di catalogo VQCD-10071 e distribuita nel 2009, contiene 31 tracce.